# Rodney McCray (basket-ball)
Pour les articles homonymes, voir Rodney McCray.
Rodney Earl McCray, né le 29 août 1961 à Mount Vernon dans l'État de New York, est un ancien joueur américain de basket-ball. Il passa dix saisons en NBA (1983 à 1993), compilant 9 014 points et 5 087 rebonds en carrière.
Rodney McCray évolua à l'université de Louisville et fut un joueur clé des Cardinals qui remporta le titre de champion NCAA en 1980. Ses coéquipiers étaient Darrell Griffith, Derek Smith et son frère Scooter McCray. Il fut sélectionné par les Houston Rockets au 3e rang de la draft 1983, disputant quatre saisons avec eux, étant nommé dans la NBA All-Defensive Team en 1987 et 1988. Il porta également le maillot des Sacramento Kings, des Dallas Mavericks et des Chicago Bulls, remportant le titre de champion NBA en 1993 avec les Bulls.